# Малий Орехек
Малий Орехек (словен. Mali Orehek) — поселення в общині Ново Место, регіон Південно-Східна Словенія, Словенія.